# دانييل بيسوتي
دانييل بيسوتي (بالإنجليزية: Danielle Bisutti)‏ هي مغنية ومغنية مؤلفة وملحنة وممثلة أمريكية، ولدت في 1 أكتوبر 1976 بلوس أنجلوس في الولايات المتحدة.

## أعمال

### أفلام
- (2008) كن ذكيا[4]
- (2018)  المفتاح الأخير

### مسلسلات
- تشريح غراي
- دارما وغريغ
- رجلان ونصف
- عقول إجرامية
- كاسل
- ويزردز أوف ويفرلي بليس[5]

## وصلات خارجية
- دانييل بيسوتي على موقع IMDb (الإنجليزية)
- دانييل بيسوتي على موقع ألو سيني (الفرنسية)
- دانييل بيسوتي على موقع أول موفي (الإنجليزية)
- دانييل بيسوتي على موقع قاعدة بيانات الفيلم (الإنجليزية)
- دانييل بيسوتي على موقع كينوبويسك (الروسية)